# Jürgen Hescheler
Jürgen Hescheler (* 2. Mai 1959 in Saarbrücken) ist ein deutscher Physiologe und Stammzellforscher. Er ist Direktor des Instituts für Neurophysiologie an der Universität zu Köln.

## Leben
1978 wurde Hescheler Bundessieger im Fachgebiet Mathematik/Informatik bei Jugend forscht. Nach dem Abitur studierte Hescheler von 1978 bis 1984 Medizin an der Universität des Saarlandes. Danach wurde er wissenschaftlicher Mitarbeiter am 2. Physiologischen Institut und habilitierte an derselben Universität 1988. An der Freien Universität Berlin war bis 1993 wissenschaftlicher Assistent. Hescheler wurde 1994 Professor und Direktor des Instituts für Neurophysiologie an der Universitätsklinik Köln.
2004 gründete er die Deutsche Gesellschaft für Stammzellforschung und ist deren Präsident. Von der Tongji Medical University in Wuhan erhielt er 2009 einen Ehrendoktor. Er wurde 2012 zum Koordinator des europäischen Konsortiums Detective („Detection of endpoints and biomarkers of repeated dose toxicity using in vitro systems“) ernannt.
Seine Mutter war Gisela Hescheler geb. Kuntz (1925–2022). Er hat eine Schwester und ist mit Sabine Hescheler geb. Hey verheiratet.

## Belege
1. ↑  Curriculum Vitae
2. ↑  Vom Bundessieger zum renommierten Stammzellenforscher. Jugend forscht, Pressemitteilung vom 21. September 2015, abgerufen am 19. April 2018.
3. ↑  Traueranzeigen von Gisela Hescheler. Saarbrücker Zeitung, 8. Juli 2022, abgerufen am 17. Juli 2022.

| Personendaten    | Personendaten                              |
| ---------------- | ------------------------------------------ |
| NAME             | Hescheler, Jürgen                          |
| KURZBESCHREIBUNG | deutscher Physiologe und Stammzellforscher |
| GEBURTSDATUM     | 2. Mai 1959                                |
| GEBURTSORT       | Saarbrücken                                |